# Rodrigo Minotto
Rodrigo Minotto (Criciúma, 31 de março de 1973) é um advogado e político brasileiro, filiado ao Partido Democrático Trabalhista (PDT).  Está no terceiro mandato de deputado estadual.
Estudou na Escola Antônio Minotto, no bairro São Roque, em Criciúma, e na Escola Ministro Jarbas Passarinho, no bairro Santa Bárbara, também em Criciúma. 
Posteriormente estudou no Colégio Frei Baltazar e, depois, no Colégio Dom Daniel Hostin, atual olégio Sagrada Família, ambos em Forquilhinha, município vizinho de Criciúma.
Cursou o segundo grau no Colégio Abílio Paulo (CIS), em Criciúma. É advogado e, além da faculdade de Direito, é formado em Administração pela Universidade do Sul de Santa Catarina (UNISUL) e pós-graduado em Direto Penal e em Direito Processual Penal na Faculdade Ibmec de São Paulo.

## Vida Pública
Em 1993, Rodrigo Minotto resolveu entrar para a política. Estudou os programas de todos os partidos e decidiu-se pelo Partido Democrático Trabalhista (PDT), pelo seu compromisso com a educação. O PDT é, desde então, seu único partido. Desde sua filiação, Rodrigo Minotto exerceu ativa militância partidária. Atualmente, é o Presidente do PDT em Santa Catarina.
Atuou como Superintendente Regional do Trabalho e Emprego de Santa Catarina. Posteriormente, exerceu o cargo de Chefe de Gabinete do Ministro do Trabalho e Emprego, Manoel Dias.
Foi candidato em 2010, e foi eleito deputado estadual em 2014 para a Assembleia Legislativa de Santa Catarina na 18ª legislatura (2015 — 2019). Assumiu o cargo em 1 de fevereiro de 2015.
Nas eleições de 7 de outubro de 2018 foi reeleito deputado estadual para a 19ª Legislatura (2019-2023) com 26.623 votos.  Foi reeleito em outubro de 2022 para o terceiro mandato como deputado estadual com 28.685 votos e está na 20ª Legislatura (2023-2027).

## Projetos de leis
- É autor da Lei n° 17.623, de 17/12/18, que proíbe homenagens à pessoas que tenham praticado atos de lesa-humanidade, tortura, exploração do trabalho escravo e violação dos direitos humanos no Estado de Santa Catarina;
- É autor da Lei n° 18.168, de 21/07/21, que prevê o pagamento da tarifa de pedágio por meio de cartão de débito ou de crédito no Estado de Santa Catarina;
- É autor da Lei n° 18.349, de 26/01/2022, que Institui a Lei Estadual do Estatuto de Liberdade Religiosa no Estado de Santa Catarina;
- É autor da Lei 18.666, de 28/07/2023, que estabelece 4% das residências dos programas de habitação popular do Estado de Santa Catarina para mulheres vítimas de violência doméstica.
- É autor da Lei 18.667, de 28/07/2023, que dispõe sobre as sanções a serem aplicadas às pessoas jurídicas de direito privado, operadoras de planos de assistência ou seguro à saúde que estabelecerem limitação de prazo, valor ou quantidade de internações em hospitais ou clínicas médicas no Estado de Santa Catarina.